# Hydrophorus chrysologus
Hydrophorus chrysologus är en tvåvingeart som först beskrevs av Walker 1849.  Hydrophorus chrysologus ingår i släktet Hydrophorus och familjen styltflugor. Inga underarter finns listade i Catalogue of Life.